# Shéhérazade (balletto)
Shéhérazade è un balletto in un atto e quattro quadri creato da Michel Fokine sulla musica dell'omonimo poema sinfonico di Nikolaj Rimskij-Korsakov Shéhérazade del 1888, di cui usa solo tre dei quattro movimenti: il primo come ouverture ed il secondo e il quarto per lo sviluppo del balletto. Il libretto, la scenografia e i costumi erano di Léon Bakst.

## Storia
Il balletto venne presentato per la prima volta all'Opéra di Parigi dai Ballets Russes di Sergej Djagilev il 4 giugno 1910 con interpreti Ida Rubinštejn (Zobeide), Vaclav Nižinskij (lo Schiavo d'Oro), Enrico Cecchetti (Il Grande Eunuco).
Si trattava della seconda stagione estiva dei balletti russi presentati a Parigi, e il successo fu travolgente, dando avvio non solo ad un profondo sconvolgimento della struttura e della concezione del balletto, ma ad un ritorno dell'orientalismo in tutte le arti figurative e soprattutto nella moda.
Fra i tanti spettatori fulminati dalle innovazioni di Fokine, Jean Cocteau, che proprio nel gennaio 1909 aveva fondato la rivista di letteratura Shéhérazade,  ha descritto nel 1913 l'impatto avuto dal balletto sul pubblico dell'epoca.

## Trama
Il balletto prende spunto dalla trama introduttiva della prima storia delle Mille e una notte ed è ambientato alla corte dello shah di Persia Shariar. Nel libro di racconti, per vendicarsi di un tradimento subito dalla donna amata, lo shah sposa ogni giorno una vergine che fa poi uccidere l'indomani. L'ultima delle sue spose, Sheherazade, si salva grazie alla sua bravura nella narrazione, incatenando la sua attenzione con le storie da lei narrate, così avvincenti da convincerlo giorno per giorno a rinviare l'esecuzione, per la curiosità di conoscerne il seguito.
La vicenda del balletto costituisce l'antefatto, cioè il tradimento di Zobeide, favorita di Schariar, che determinerà in lui l'odio per le donne.
Per mettere alla prova la fedeltà di Zobeide, Shariar finge, insieme al fratello Zahman, di partire per la caccia, lasciando gli eunuchi a guardia dell'harem. Durante la sua assenza, le porte vengono aperte agli schiavi, tra i quali un bellissimo nero, lo Schiavo d'oro. Al suo ritorno, Shariar e il fratello sorprendono un'orgia in corso che coinvolge tutto l'harem, e trovano Zobeide nelle braccia dello Schiavo d'oro. Ne consegue il massacro di schiavi e favorite, ma Zobeide preferisce uccidersi da sé con un pugnale.
La scelta della trama è molto innovativa per l'epoca, non solo perché riporta sulle scene di danza, dopo l'intervallo del romanticismo, la passione amorosa e la morte violenta, che dopo i tempi di Noverre, avevano ceduto il passo all'amore sublimato e incorporeo di cui è l'emblema Giselle, ma perché introduce apertamente il tema della sessualità, condensato nel personaggio dello Schiavo d'Oro dalle sensuali movenze (interpretato da Nižinskij), e culminante nella scena del Baccanale.

## Elementi innovativi
Fokine spiega nelle sue Memorie che in Sheherazade, egli cercò di applicare integralmente, per la prima volta, i principi della riforma estetica della danza classica da lui elaborata in quegli anni.
Egli curò nei minimi particolari la coerenza, l'unità di tutti gli elementi (musica, danza, costumi e scenografia), in vista del massimo impatto drammatico e della più efficace espressività artistica. 
Non si trattava di una velleità di ricostruzione storica di possibili danze dell'epoca e del paese rappresentato, anche per l'evidente incongruenza della musica, che seppure di ispirazione esotica, era europea e creata da artisti russi contemporanei, ma del tentativo di ridare alla danza quella forza artistica e quell'intensità drammatica che si era persa alla fine dell'Ottocento, dopo la fine del Romanticismo.
A tal fine, in primo luogo, Contrariamente ai coreografi precedenti, come Marius Petipa, non scelse musica composta appositamente per il balletto, ma una suite sinfonica preesistente, di cui usò solo quelle parti necessarie alle esigenze del balletto, mutandone così la struttura originale. Ciò fu all'origine di una diatriba avviata dalla vedova del compositore Rimskij-Korsakov, che lamentò l'uso fatto della musica del marito, ricevendo da Djagilev delle risposte pubblicate su un quotidiano dell'epoca, in cui egli rivendicava piena libertà artistica per la sua compagnia.
Fokine subordinò inoltre la coreografia alla trama, cioè creò delle sequenze di danza nuove, formate anche da passi nuovi (seppure basati sulla tecnica accademica), esclusivamente finalizzati alla narrazione. Al contrario, in precedenza, era spesso la trama ad adattarsi alla danza, cioè all'esigenza di sfoggiare sequenze predeterminate di puro virtuosismo tecnico.
Poi, ridusse al minimo necessario la mimica fatta di gesti rivolti al pubblico e dal significato convenzionale (ad esempio: dito indice rivolto alla persona di cui si parla, o al cuore per indicare sentimenti, simile a quella che verrà poi adottata nei film muti) e che costituiva una parte essenziale dei balletti dell'epoca. Si concentrò nell'esprimere la narrazione attraverso movimenti e situazioni sceniche, di forza espressiva tale da comunicare immediatamente al pubblico non solo il senso degli accadimenti, ma i sentimenti dei personaggi e le loro relazioni. Per questo scelse come protagonista Ida Rubinštejn, che non era una ballerina di formazione, ma un'attrice, avviata da lui alla danza.
Infine, vietò qualunque interruzione dello spettacolo in risposta agli applausi (contrariamente a quanto accadeva nei balletti dell'epoca, in cui i vari inchini dei ballerini, concessioni di bis etc.) interrompevano continuamente la narrazione.
George Balanchine scriverà che il balletto fu l'espressione stessa del "colore", nella danza, nelle scenografie e nei costumi.

## Scenografie
Le scenografie di Léon Bakst incantarono il pubblico per l'innovativo uso di armonie cromatiche ispirate al mondo orientale:

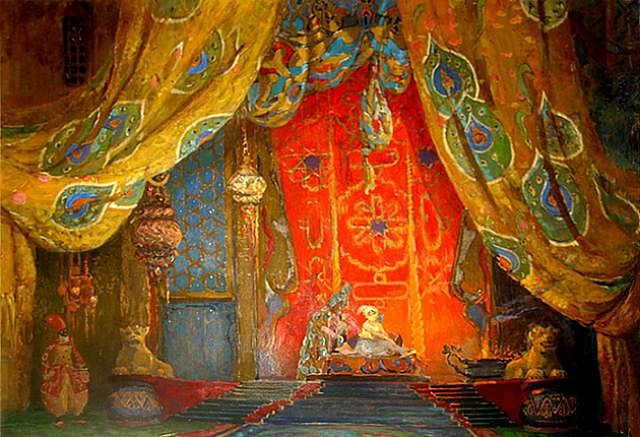
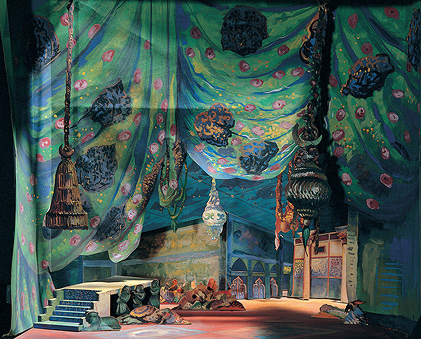
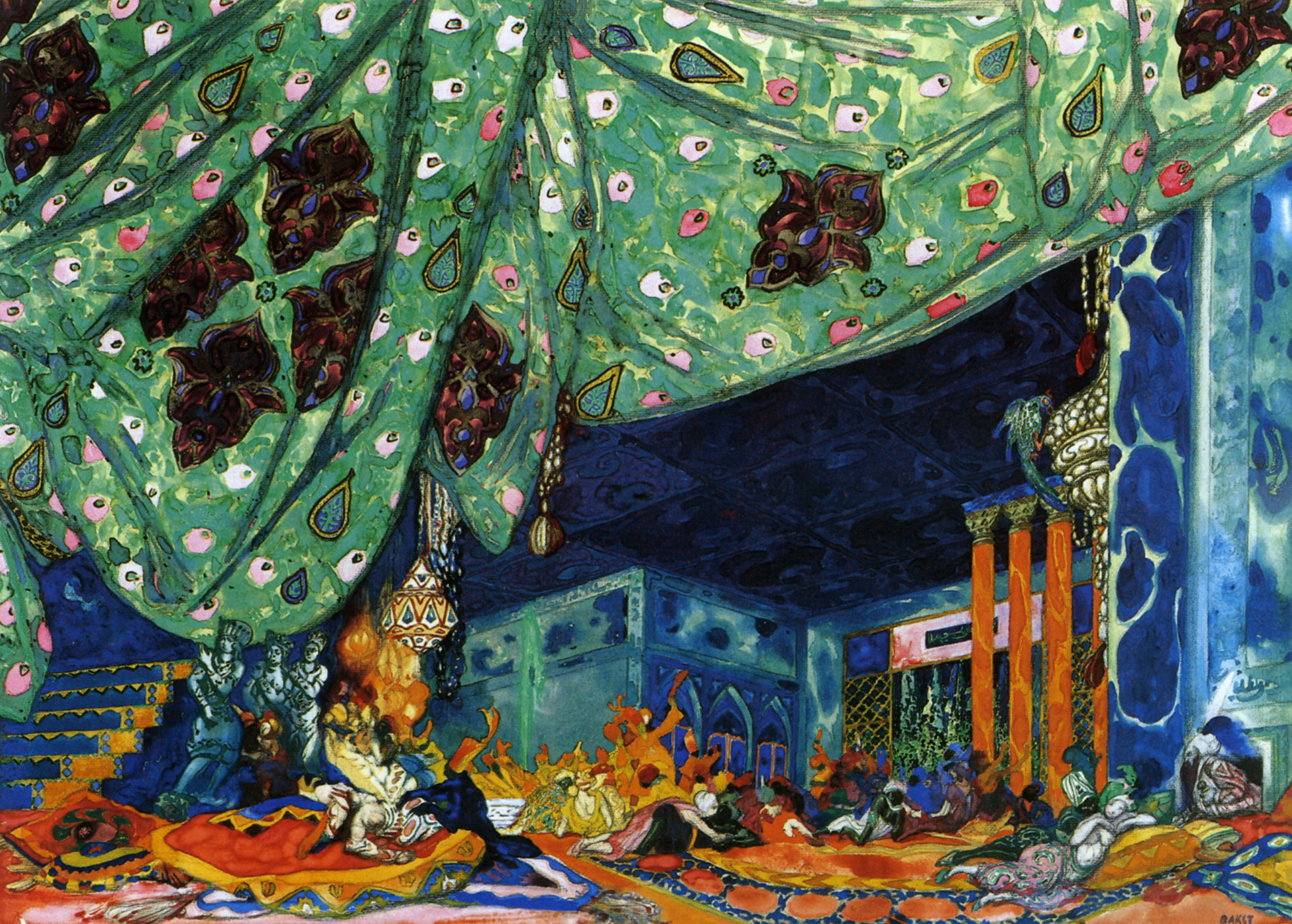
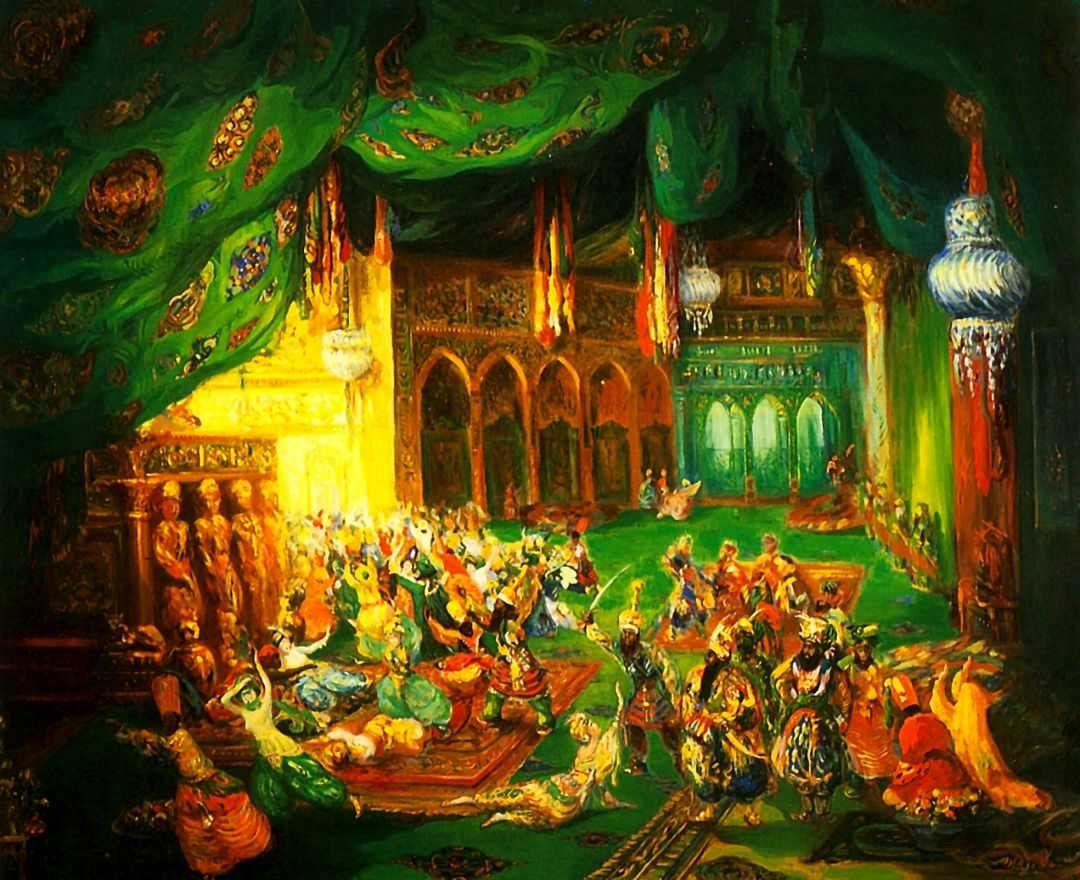

## Costumi
Per valutare la portata rivoluzionaria dei costumi elaborati da Bakst per Shéhérazade, basta confrontarli con il costume della protagonista di La Péri, balletto del 1843, ambientato allo stesso modo nel mondo delle favole persiane (Fig. 1). Qui il richiamo all'ambientazione arabeggiante si ricava solo dal tipo di corpetto della ballerina (da notare l'inserto color carne, che ricopre però un corset), e l'intero costume resta quello comune a tutte le produzioni dell'epoca: tutù, calzamaglia e scarpette da punta. Questa struttura del costume da danzatrice si era mantenuta inalterata sino all'epoca di Fokine.
Invece, nel balletto di Fokine, suscitarono scalpore sia l'uso dei piedi nudi che la nudità (seppure apparente) di alcune parti del corpo, così come le armonie cromatiche lussureggianti e la languidezza orientale.

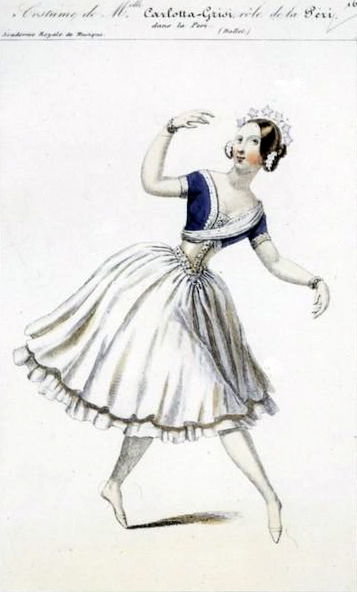
Costume di La Péri, 1843
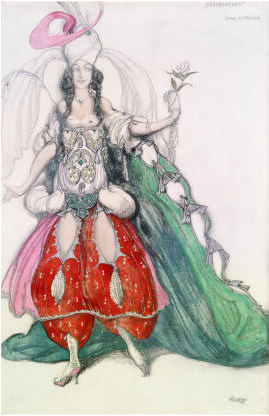
Zobeide
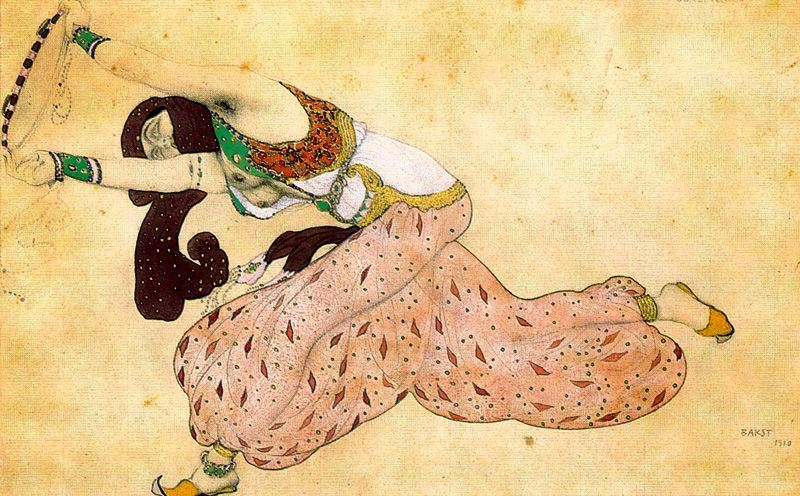
Odalisca
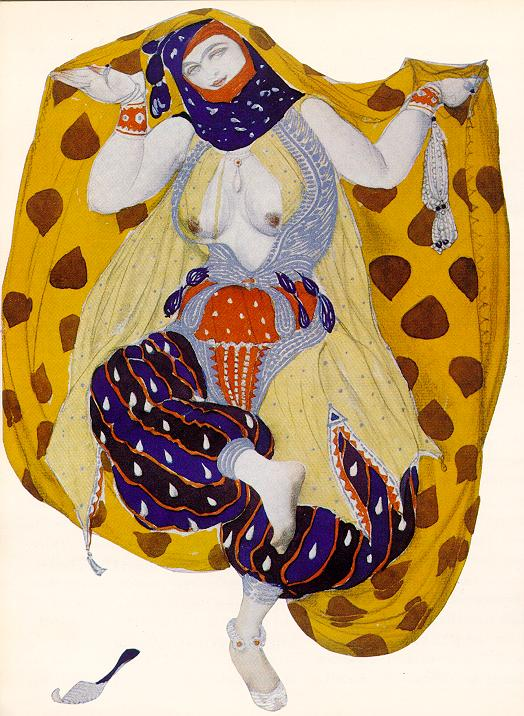
Odalisca
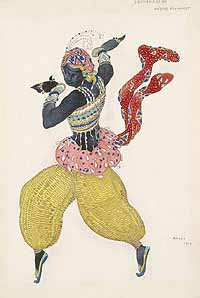
Schiavo nero con costume indiamantato
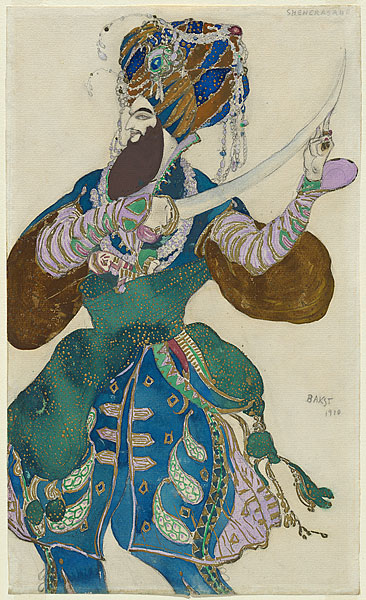
Lo Shah Zehman

## Successive produzioni
Un ricostruzione della versione originale del balletto di Fokine è stata realizzata da Andris Liepa, figlio di Maris Liepa, famoso ballerino russo. Questa ricostruzione è stata introdotta nel repertorio del corpo di ballo del Teatro dell'Opera di Roma durante la direzione di Carla Fracci.
Il balletto Shéhérazade è stato oggetto di diverse riprese e di coreografie differenti, le quali spesso non si concentrano sulla trama dall'intreccio passionale, ma bensì sull'esaltazione della figura della narratrice Shéhérazader, in quanto simbolo di donna intelligente, generosa e salvifica, ammaliatrice non per la sua bellezza, ma per le sue qualità interiori.
- 1930, George Balanchine, (Royal Danish Ballet)[10]
- 1950, Nicholas Beriozoff[11] (London Festival Ballet)[12]
- 1950, Nina Anisimova (Teatro Malij di S.Pietroburgo)
- 1960, Leon Wojcikowski (London Festival Ballet)
- 1979, Graeme Murphy (Sydney)[13]
- 1990, Maurice Béjart: À propos de Shéhérazade (Ballet Béjart, Lausanne)[14]
- 1994, Luciano Cannito (Tbilisi)
- 1995, Karole Armitage: Il viaggio di Sheherazade (Teatro Comunale Firenze)[15]
- 1998, Vittorio Biagi: La mia Sheherazade[16]
- 2000, Tuccio Rigano (per il Balletto di Roma)
- 2001, Blanca Li (Parigi)
- 2002, Kirov con Svetlana Zacharova, Faruch Ruzimatov
- 2003, Gheorghe Iancu (Maggio Musicale Fiorentino,  con Agnès Letestu e Roberto Bolle)
- 2003, Fredy Franzutti (per il Balletto del Sud, edizione del 2010 con Luciana Savignano; nuova edizione del 2015 con Carla Fracci )
- 2009, Alonzo King, Lines Ballet[17]
- 2017, Eugenio Scigliano, Compagnia del Teatro alla Scala di Milano

## Interpreti

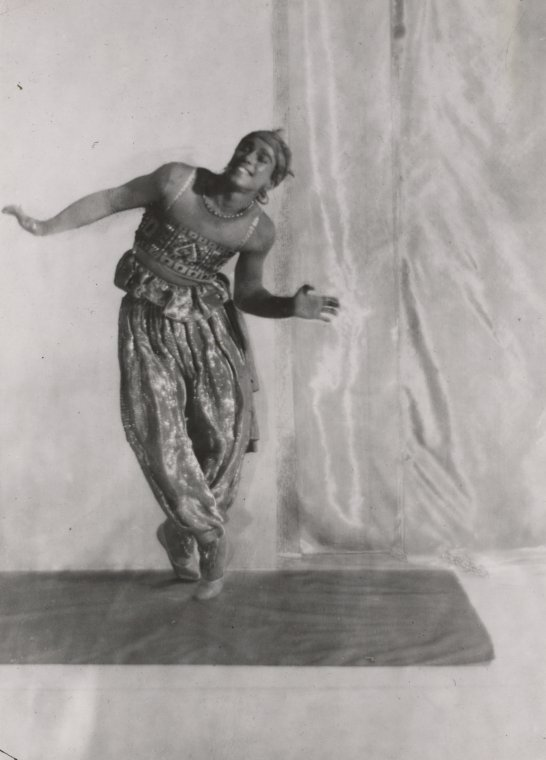
Vaclav Nižinskij 1910
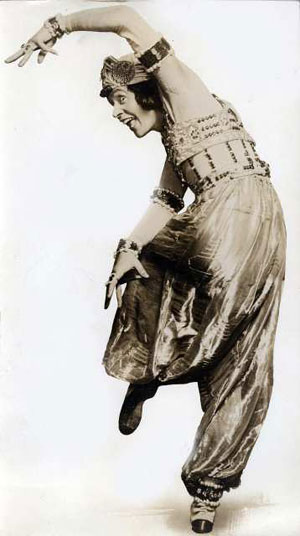
Theodore Kosloff  - 1913
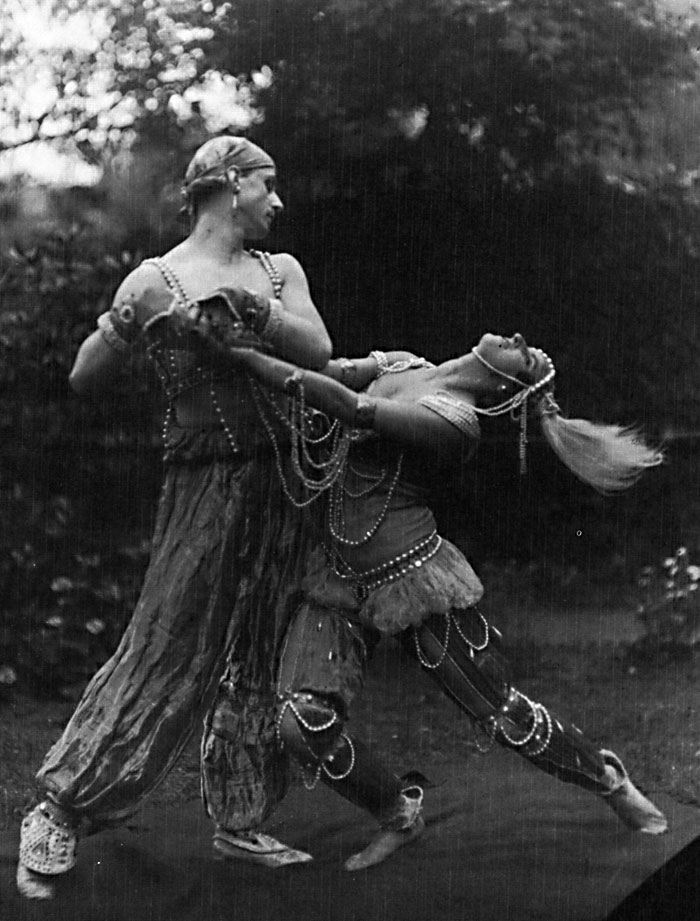
Michel Fokine e Vera Fokina 1914
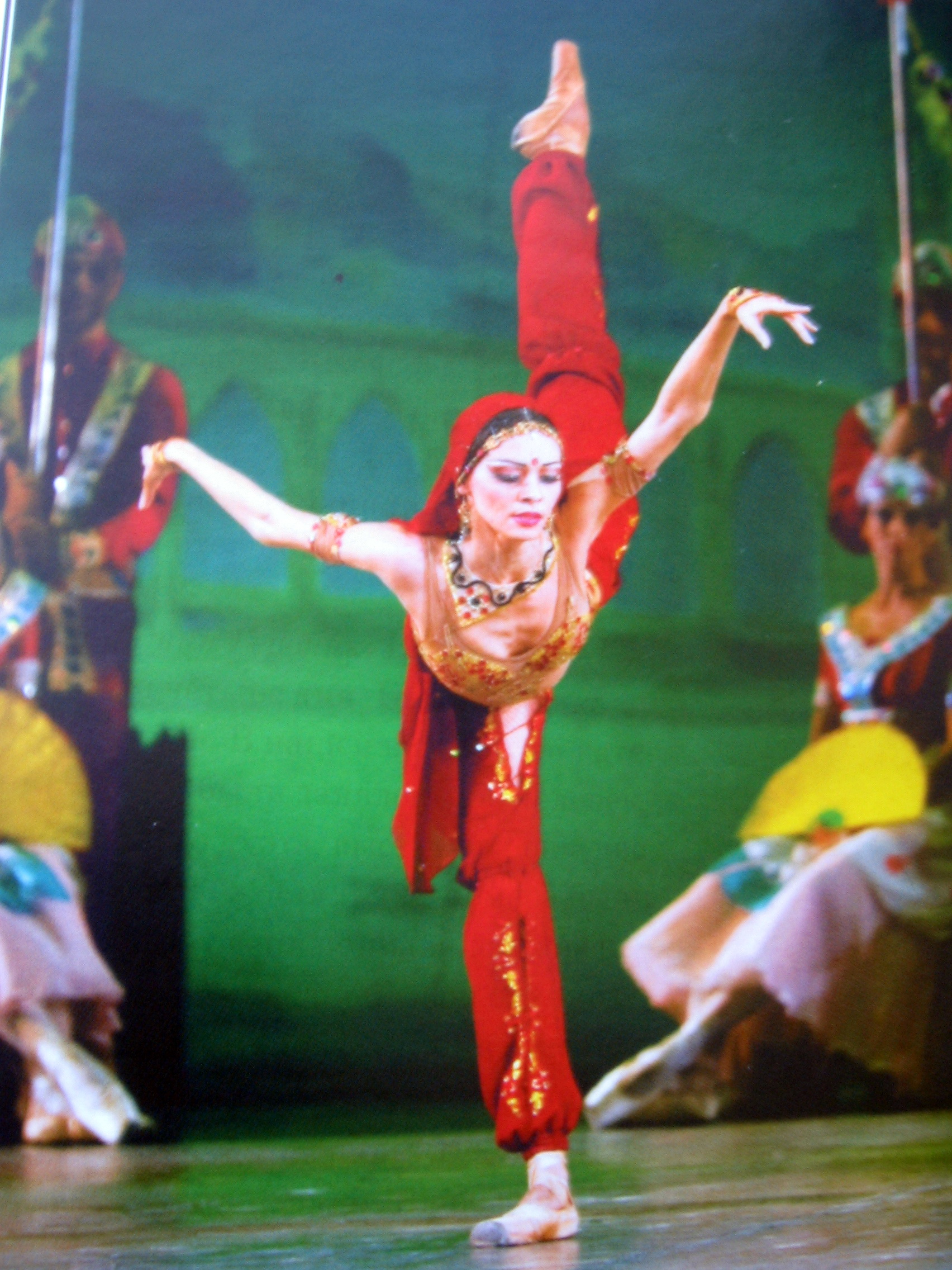
Marina Vežnovec 2011

## Influenza sulla storia della moda
Il balletto esercitò un'influenza immediata sulla moda dell'epoca ed in particolare sui "couturiers" Madeleine Chéruit, Jeanne Paquin e Paul Poiret. Tutte le parigine vollero vestirsi da odalische. 
Un anno dopo la prima di Shéhérazade, il 24 giugno 1911, il sarto Paul Poiret tenne una festa esclusiva dal titolo Le mille e due notti, ispirata all'ambientazione del balletto, e le sue collezioni di quegli anni dimostrano un'evidente similitudine con i costumi di Bakst. Per gli abiti da sera, divenne di moda il turbante con una lunga piuma. La linea morbida degli abiti, svasati a campana o drappeggiati in corrispondenza dei fianchi, l'uso di veli, perline, strass e colori cangianti, stavano ad evocare una visione favolistica dell'oriente.
Questa voga si diffuse nel mondo intero e durò sino agli anni venti.

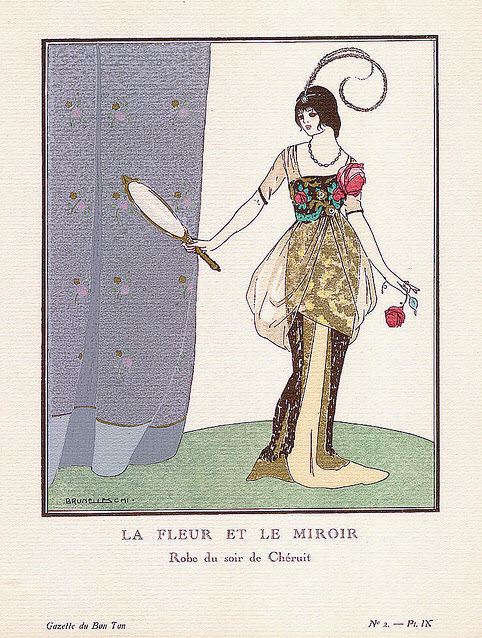
Abito da sera disegnato da Chéruit 1912
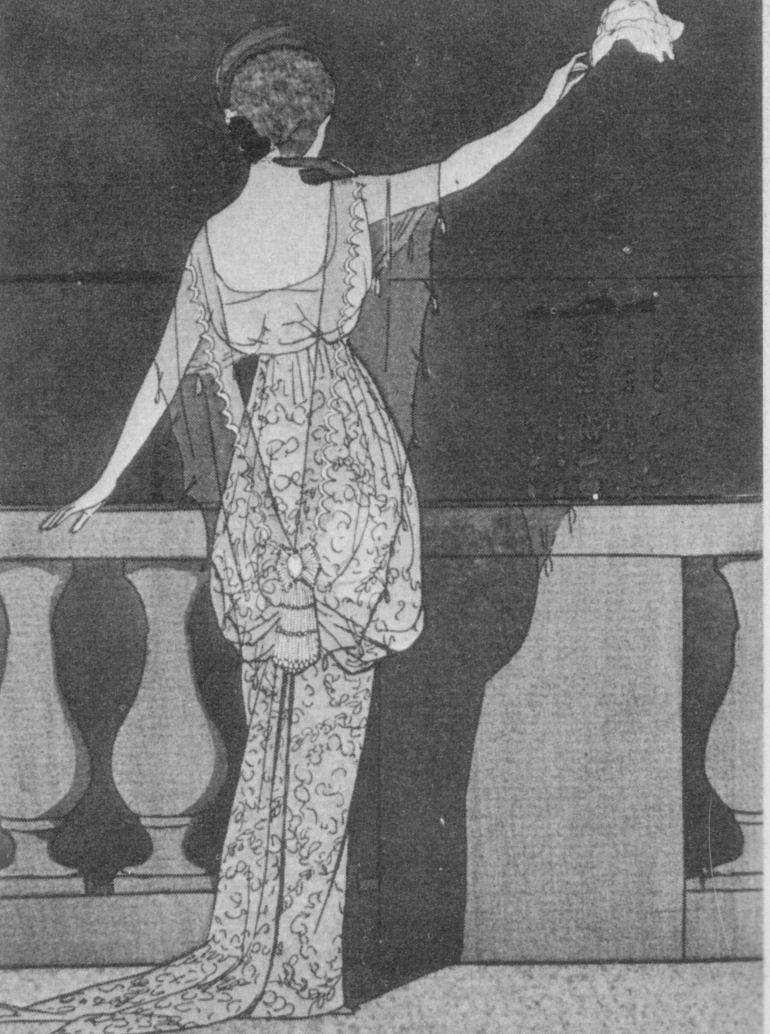
Abito da sera disegnato da Paquin 1913
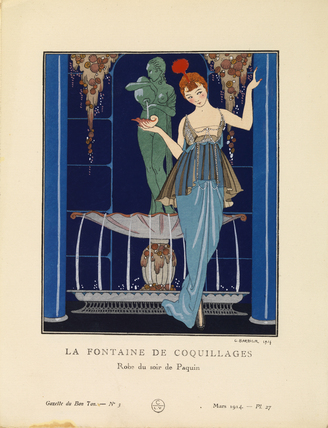
Abito da sera disegnato da Paquin 1914
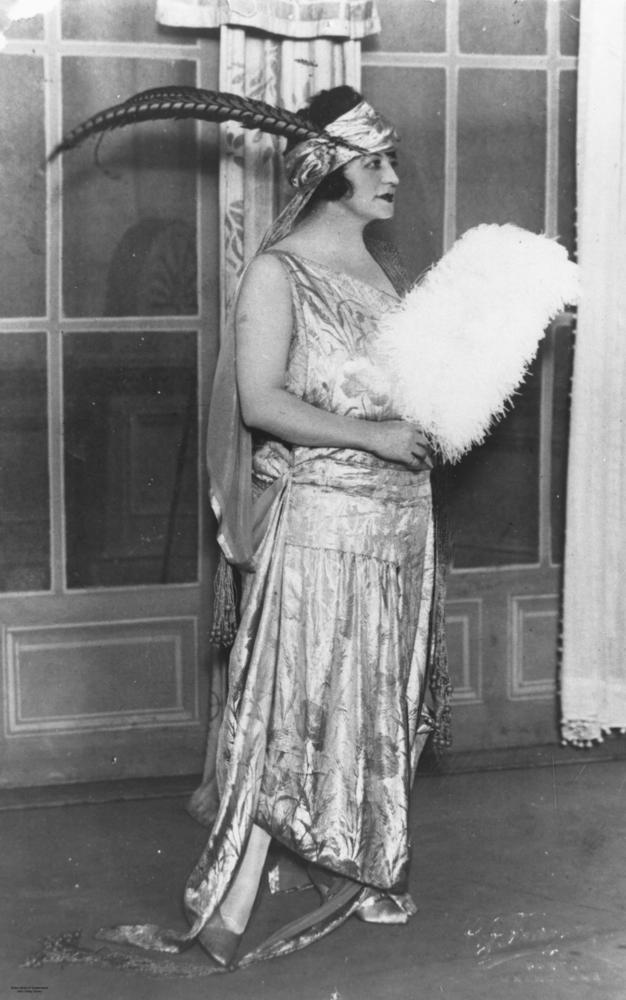
Abito da sera australiano del 1920

## Voci correlate

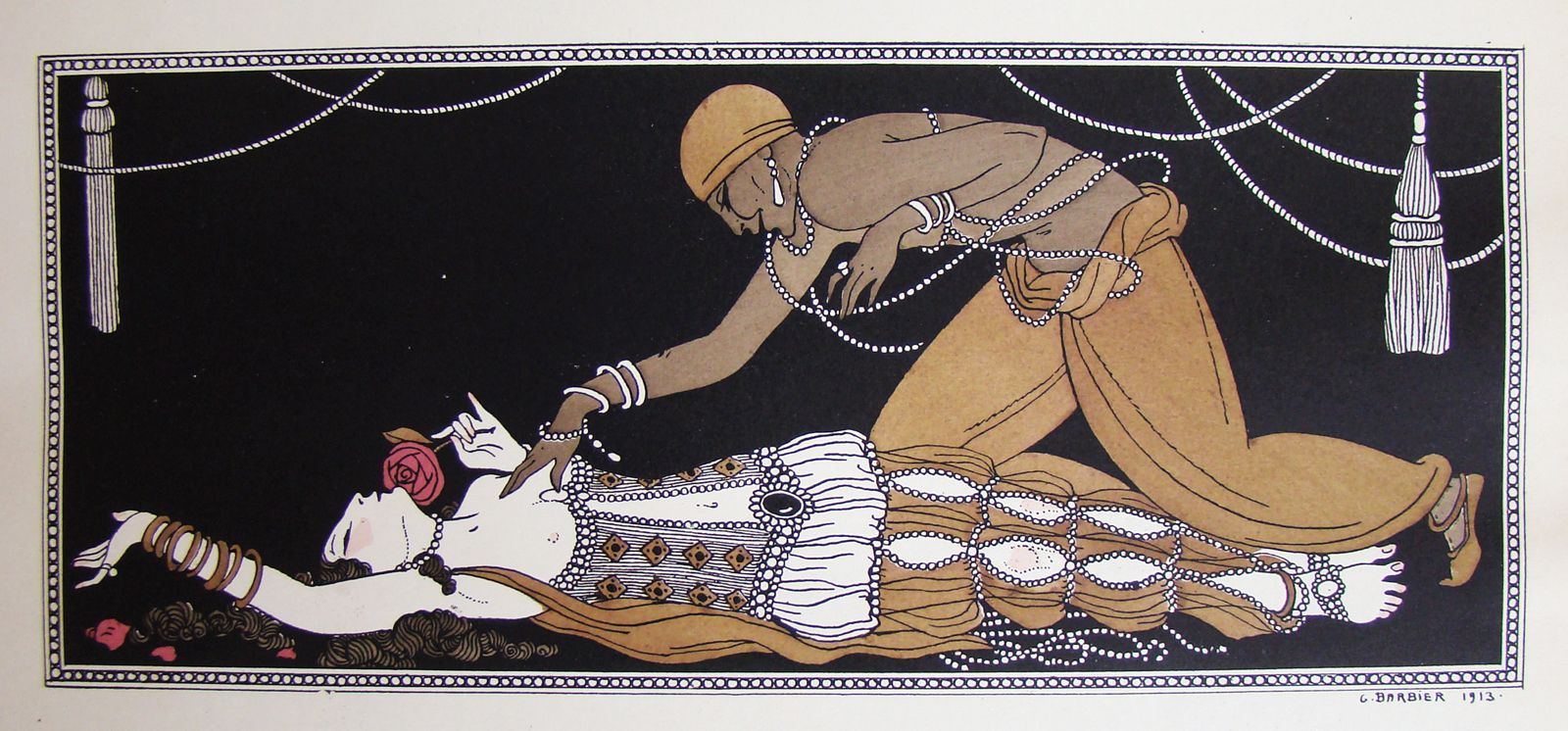
George Barbier 1913